# Costinota decora
Costinota decora är en skalbaggsart som beskrevs av Paul Norbert Schürhoff 1933. Costinota decora ingår i släktet Costinota och familjen Cetoniidae. Inga underarter finns listade i Catalogue of Life.